# Thomas Murray (jugador de cúrling)
Thomas Murray   (South Lanarkshire, 3 d'octubre de 1877 - South Lanarkshire, 3 de juny de 1944) va ser un jugador de cúrling escocès, que va competir a cavall del segle xix i del segle xx. El 1924 va prendre part en els Jocs Olímpics de Chamonix, on guanyà la medalla d'or en la competició de cúrling.